# Palamós
Palamós is een gemeente in de Spaanse provincie Girona in de regio Catalonië met een oppervlakte van 14 km². Palamós telt 17.677 inwoners (1 januari 2016).
De stad ligt aan de Costa Brava. Ze werd gesticht op 3 december 1279 door Peter III van Aragón, die een nieuwe haven wilde omdat de vorige koninklijke haven in Torroella de Montgrí aan de monding van de Ter verzilt was.
Palamós ligt aan het noorden van een grote baai die goede mogelijkheden biedt om te zwemmen, surfen en zeilen. Palafrugell ligt 8.5 km ten noorden en Castell-Platja d'Aro 7 km ten zuiden.
Palamós is nog steeds een belangrijke haven met een van de laatste vissersvloten in dit deel van de Middellandse Zee, beroemd vanwege de delicatesse “Gamba de Palamós” (Aristeus antennatus) een ver familielid van de garnalen. De soort was door overbevissing bedreigd, maar een project van duurzame visserijontwikkeling zorgt nu voor een evenwicht tussen natuur en economie.

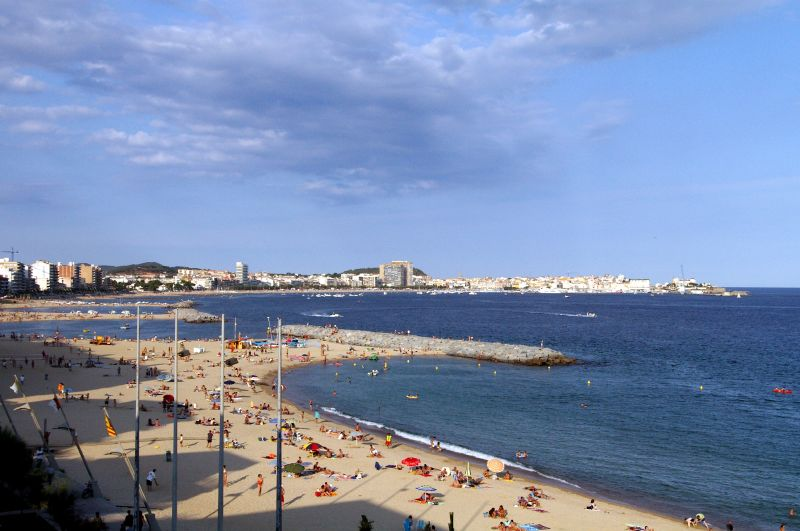
Zicht op Palamós vanaf Sant Antoni de Calonge

## Demografische ontwikkeling
Bron: INE; 1857-2011: volkstellingen
Opm.: In 1950 werd de gemeente Sant Joan de Palamós aangehecht.

## Bezienswaardigheden

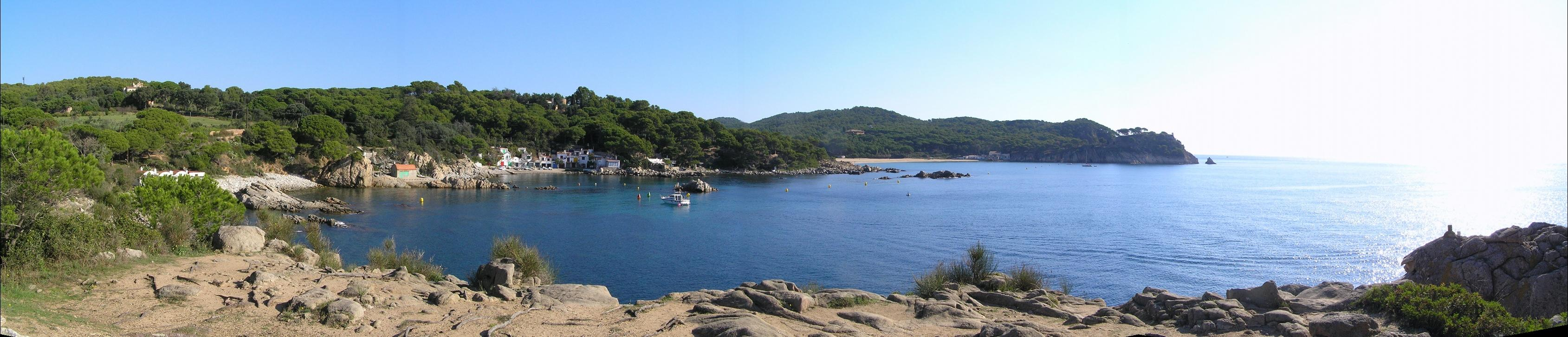
Cala S'Alguer, Palamós

- Visserijmuseum Costa Brava

## Geboren in Palamós
- Jordi Condom Aulí (1969), voetbalcoach en oud-voetballer